# غليتشير دوكان
غليتشير دوكان (بالإنجليزية: Gletscher Ducan)‏ هو أحد جبال سلسلة جبال الألب ألبولا وجزء من القمة الأم يقع في كانتون غراوبوندن، سويسرا. يبلغ ارتفاع الجبل حوالي 3020 متر، بينما يبلغ ارتفاع نتوء الجبل متر.